# Killing Stranger
Killing Stranger (Alternativtitel: Aus der Wiege gerissen; Originaltitel: Don’t Talk to Strangers) ist ein US-amerikanischer Fernseh-Thriller von Robert Michael Lewis aus dem Jahr 1994.

## Handlung
Der Ehemann von Jane Bonner, ein Polizist, ist alkoholkrank. Sie reicht die Scheidung ein. Das Sorgerecht für den gemeinsamen Sohn Eric, neun Jahre alt, wird ihr zugesprochen.
Jane lernt Patrick Brody kennen und lieben während sie von ihrem Ex-Ehemann belästigt wird. Daraufhin planen Patrick und Jane einen Umzug in eine andere Stadt. Als Jane und ihr Sohn dorthin fahren, wird Eric entführt. Jane verdächtigt zuerst ihren Ex-Ehemann, von dem sie erfährt, dass ihr eigenes Kind kurz nach der Geburt starb. Der Polizist kaufte einem drogenabhängigen Mädchen ihr Baby – Eric – ab.
Es stellt sich heraus, dass Brody der Entführer ist. Er ist auch Erics biologischer Vater und will den Jungen dessen Großvater – einem vermögenden Mann – bringen. Dafür soll er fünf Millionen Dollar erhalten.

## Kritiken
- Aus der Wiege gerissen sei ein recht spannend inszeniertes, weitgehend glaubwürdig gespieltes Drama. Es beziehe den Zuschauer mit wohldosierten Andeutungen in die Suche nach der verzwickten Lösung ein. Filmdienst[1]